# ويليام ماكورميك بلير جونيور
ويليام ماكورميك بلير جونيور (بالإنجليزية: William McCormick Blair, Jr.)‏ هو دبلوماسي أمريكي، ولد في 24 أكتوبر 1916 في شيكاغو في الولايات المتحدة، وتوفي في 29 أغسطس 2015.